# Valentina Ghetti
Valentina Ghetti (Forlimpopoli, 27 settembre 1986) è un'attrice e sceneggiatrice italiana.

## Biografia
Nel 2001, studia recitazione presso il Meeting Centro d'arte di Serge Manguette e Noemi Briganti e dopo il diploma conseguito presso il liceo classico linguistico di Forlì, nel 2005, si trasferisce a Roma dove frequenta, fino al 2007, il Duse Studio di Francesca De Sapio approfondendo il Metodo Stanislavskij - Strasberg. Ottiene la laurea DAMS presso l'Università degli Studi Roma Tre di Roma. Dopo la laurea si diploma alla scuola di recitazione Planet Film di Jenny Tamburi e nello stesso tempo frequenta alcune scuole di recitazione dove conosce e studia con maestri dell'arte performativa tra i quali: Ennio Coltorti, Massimiliano Bruno, Andrea Costantini, Giancarlo Sepe.
Studia doppiaggio con Roberto Chevalier. Nel 2007 esordisce sul piccolo schermo come attrice in Decameron, di Daniele Luttazzi e a seguire nelle fiction: Gente di Mare 2, La Ladra, Piper, Rex 4 e Provaci ancora prof! 4. Nel 2012 ha un ruolo di rilievo nel film TV di Rai 1 Cesare Mori - Il prefetto di ferro, dove nel cast interpreta il personaggio di Rosetta Riccadonna. Nel 2016 si presenta al pubblico televisivo come comica nella trasmissione Eccezionale veramente su LA7 interpretando Valery, in una coppia mistress e masochista, insieme al cabarettista Fabio Baldieri. La coppia Ghetti e Baldieri arriverà in finalissima, classificandosi al secondo posto. La coppia debutterà nel programma Colorado su Italia 1 l'anno successivo.
Tra gli spettacoli teatrali più noti ai quali ha preso parte: Le dissolute assolte, ovvero le donne del Don Giovanni e La gabbia di carne entrambi diretti da Luca Gaeta; Sono pulp perché mi chiamo Bukowski; Darkness di Roberto D'Alessandro, e Nemiche mie, come tutto ebbe inizio di Francesco Bellomo. Nel 2017, vince la 5ª Edizione del Festival Nazionale del Cabaret, Città di Laterza con un testo scritto insieme all'autore Salvo Wurpless Stano Dopo diverse esperienze cinematografiche, nel 2017 prende parte al film Classe Z, diretto da Guido Chiesa, dove interpreta la professoressa Bonelli. Nel 2018 interpreta lo spettacolo Resilio, la resilienza dentro il volo di una farfalla promosso dalla BeautifulAbc e dal policlinico Gemelli di Roma come omaggio alle donne che hanno vinto e combattuto il tumore al seno.
Nel 2019 debutta nello spettacolo "La strategia del colibrì" scritto da Roberta Calandra, insieme agli attori Barbara Mazzoni e Livio Beshir, diretta da Massimiliano Vado. Nel 2020 interpreta, insieme a Mauro Recanati, Maria Maddalena nello spettacolo "In principio era il silenzio" (di cui è stato pubblicato anche il libro), scritto da Roberta Calandra con la regia di Antonio Serrano. Dopo questo spettacolo, Valentina decide di lasciare le scene e di dedicarsi alla carriera di autrice. Dal 2017 partecipa ai laboratori di scrittura comica di Colorado e Zelig. Nel 2019 ottiene una borsa di studio per il corso intensivo di sceneggiatura cinematografica di Herbert Simone Paragnani presso il Laboratorio di Arti Sceniche di Massimiliano Bruno.
Dal 2021 è corsista al 2 livello di Tracce, Master per sceneggiatori. Nel 2019 esordisce alla regia con il testo teatrale 7 psicosi di cui è autrice. Nel 2020 scrive e interpreta la serie How To - The series diretta dal regista Francesco di Giorgio. La serie vince il premio Best Italian Web Series al Digital Media Fest. Nel 2022 firma la serie documentario GoodGame, prodotta da Dolce e Gabbana sul mondo degli E-sports. Nel 2023 firma la sceneggiatura insieme a Francesco Maria Dominedò e Giulia Pagnacco, del thriller psicologico Double Soul, con la regia di Valerio Esposito.

## Filmografia

### Cinema

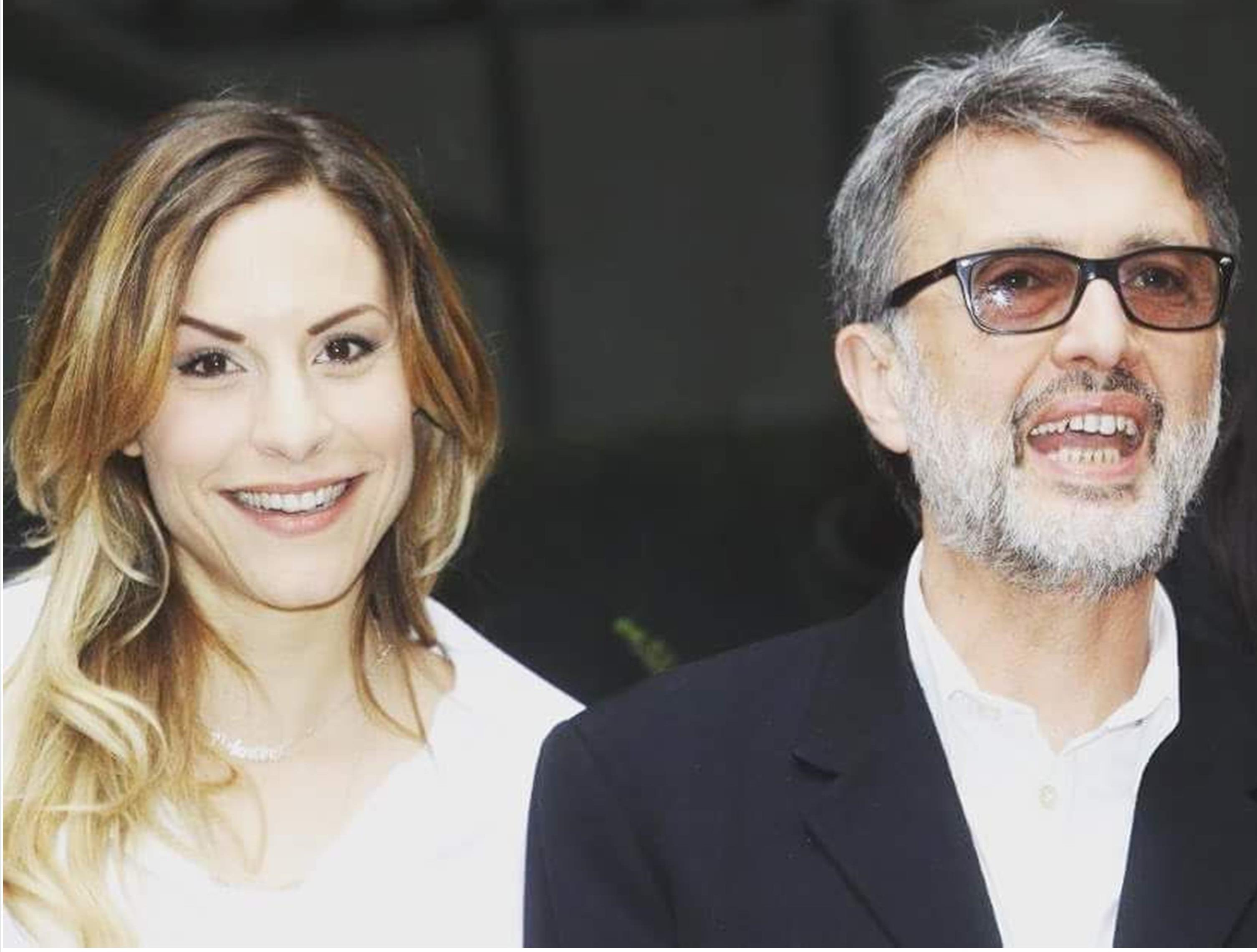
Valentina Ghetti con il regista Guido Chie

- Ovunque tu sarai, regia di Roberto Capucci (2016)
- The key and the answer, regia di Silvio Alfonso Nacucchi (2018)
- 5 (cinque), regia di Francesco Dominedò (2011)
- Il figlio più piccolo, regia di Pupi Avati (2010)
- Insane, regia di Domenico Pisani (cortometraggio, 2014)
- Crazy Little thing called Love, regia di Marco Castaldi con l'attore Luis Molteni (cortometraggio, 2015)
- Cosa vedi, regia di Giuseppe Francesco Maione (Cortometraggio 2014)
- Quel Venerdì 30 dicembre, regia di Dario Germani (2016)[11]
- Buffet, regia di Alessandro D'Ambrosi e Santa de Santis
- Maremmamara, regia di Lorenzo Renzi (20xx)
- Classe Z, regia di Guido Chiesa (2017)[12][13]
- Girotondo, regia di Tonino Abballe (2017)[14]
- Le grida del silenzio, regia di Alessandra Carlesi (2018)
- Credimi! il film, regia di Luna Gualano (2022)

### Televisione
- Gente di Mare 2 – serie TV (2007)
- Crimini bianchi – serie TV (2008)
- Piper – minierie TV (2009)
- La ladra – serie TV (2010)
- Mancate verità – minierie TV (2010)
- Provaci ancora prof! 4 – serie TV (2012)
- Cesare Mori - Il prefetto di ferro – minierie TV, 2 episodi (2012)
- Rex 4 – serie TV (2013)

## Programmi televisivi
- Eccezionale veramente (LA7, 2016)
- La voce degli scrittori (Gold TV, 2016)
- Colorado (Italia1, 2017)
- Decameron (LA7, 2007)
- Domenica in (Rai1, 2025)

## Webserie
- iLove (2019)

## Teatro

### Attrice teatrale
- Sognando Broadway, regia di Serge Manguette (2002)
- Broadway tonight, regia di Will Roberson (2003)
- Musical suite, regia di Serge Manguette e Noemi Briganti (2004)
- Scene di lotta di classe e Beverly Hills, regia di Alberto Ricci (2005)
- Passpartù, regia di Massimiliano Bruno (2011)
- Lo sai che è successo?, regia di Davide Fiandanese (2012)
- Le dissolute assolte, regia di Luca Gaeta (2012)
- Sono Pulp perché mi chiamo Bukowski, regia di Alberto Buccolini (2013)[8]
- Nemiche mie, come tutto ebbe inizio, regia di Francesco Bellomo (2013)
- La gabbia di carne, regia di Luca Gaeta (2014)
- Il grande Gatsby, regia di Matteo Fasanella (2016)[15]
- Darkness, regia di Roberto D'Alessandro (2016)
- Le lacrime amare di Petra Von Kant, regia di Luca Gaeta (2017)
- Resilio (la resilienza dentro il volo di una farfalla) mise en abyme, regia di Luca Gaeta (2018)[16][17]
- La strategia del colibrì, regia di Massimiliano Vado (2019)
- ììIn principio era il silenzioìì, regia di Antonio Serrano (2020)

## Autrice e sceneggiatrice
- 7Psicosi, regista e autrice, con l'attrice Martina Palmitesta (2019)
- How To- the series, autrice e attrice (2020)
- GoodGame, autrice (2022)
- Double Soul, sceneggiatrice (2023)